# Domnall mac Murchada
Domnall mac Murchada (m. 1075), también conocido como Domnall mac Murchada meic Diarmata, fue un pretendiente al Reino de Leinster, y Rey de Dublín. Como hijo de Murchad mac Diarmata, Rey de Dublín y las Islas, Domnall era nieto de Diarmait mac Maíl na mBó, Rey de Leinster, y miembro del Uí Chennselaig. Domnall fue también el primer del Meic Murchada, rama del Uí Chennselaig nombrado por su padre.

## Historia
En 1071, el año antes de la muerte de su abuelo, Domnall y uno de sus parientes Uí Chennselaig, Donnchad mac Domnaill Remair, batallaron por el control de Leinster. A pesar de que Domnall es incluido como  Rey de título de Leinster en una lista medieval, Donnchad era evidentemente un pretendiente más poderoso, y Domnall parece haber ostentado el título sólo nominalmente.
El ascenso de Domnall al trono del Reino de Dublín tuvo lugar en 1075, después de la expulsión del reinante Gofraid mac Amlaíb meic Ragnaill, Rey de Dublín por Toirdelbach Ua Briain, Rey de Munster. Las circunstancias que rodean la ascensión de Domnall son inciertas. Pudo haber colaborado con Gofraid para liberar el reino del control de los Ua Briain, o pudo haber sido instalado en él por el propio Toirdelbach, y gobernado bajo sus órdenes. En cualquier caso, Domnall murió ese mismo año, y Toirdelbach colocó en él a su propio hijo Muirchertach.